# Erstes Hennen-Ei

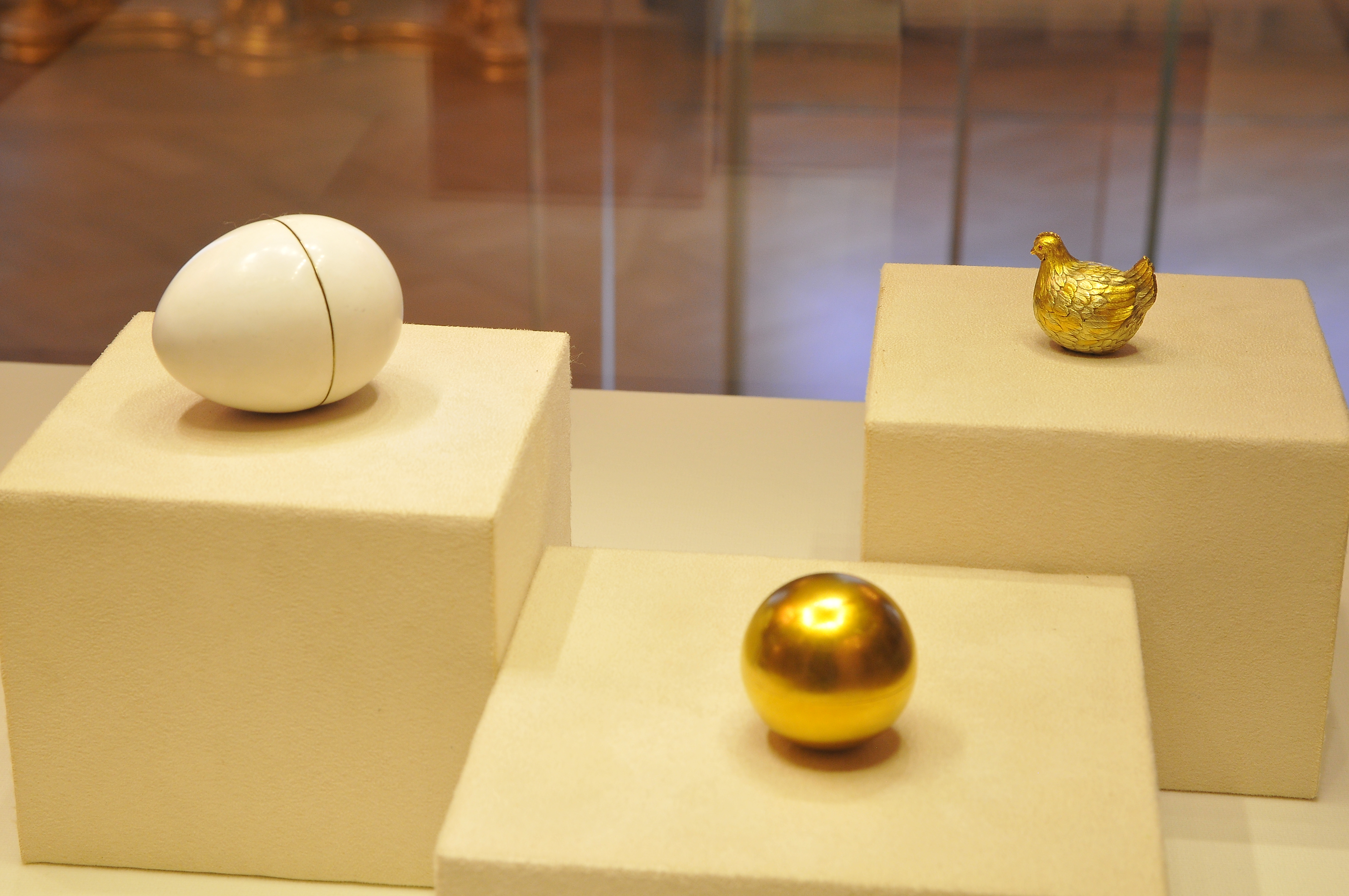
Erstes Hennen-Ei, zerlegt

Das Erste Hennen-Ei ist das erste „kaiserliche“ Fabergé-Ei. Es wurde in der Werkstatt des russischen Juweliers Peter Carl Fabergé angefertigt und wird dem Goldschmied und ersten Werkstattleiter Erik Kollin zugeschrieben. Das Ei war ein Geschenk des russischen Kaisers Alexander III. an seine Ehefrau Maria Fjodorowna zum Osterfest 1885.
Das 6,4 Zentimeter hohe Ei besteht aus Gold, das mit weißem Schmuckemail überzogen ist. Im Inneren befindet sich eine goldene Kugel, die wiederum eine Henne aus Farbgold enthält. Die Henne lässt sich aufklappen und verbarg eine heute verschollene goldene und mit Diamanten und anderen Schmucksteinen besetzte Krone sowie einen Anhänger mit einem großen Rubin.
Das Ei wurde von Carl Fabergé wahrscheinlich nach dem Vorbild des Goldenen Ei mit Henne aus dem frühen 18. Jahrhundert gefertigt, das sich in der Königlichen Sammlung auf dem dänischen Schloss Amalienborg befindet. Zwei weitere derartige Schmuckeier sind in der Kunstkammer Wien und im Privatbesitz erhalten. Das Erste Hennen-Ei gelangte nach der Ermordung der Zarenfamilie und der Flucht der Zarenmutter ins dänische Exil in den sowjetischen Staatsbesitz und wurde in den 1920er Jahren an einen Händler in Paris oder Berlin verkauft. 1934 wurde das Erste Hennen-Ei von dem Londoner Auktionshaus Christie’s an Alfred Suenson-Taylor verkauft. 1976 ging es an einen New Yorker Juwelier, 1978 in die Sammlung von Malcolm Forbes, dem Verleger des Forbes Magazine, und 2004 an Wiktor Felixowitsch Wekselberg. Seit November 2013 befindet es sich im Fabergé-Museum in Sankt Petersburg.

## Hintergrund
1885 begann der russische Juwelier Peter Carl Fabergé mit der Fabrikation aufwändig gestalteter Ostereier, von denen bis 1894 zehn Stück an den Hof des russischen Kaisers Alexander III. verkauft wurden. Dieser schenkte sie jeweils zum Osterfest seiner Ehefrau Maria Fjodorowna. Bis 1916 wurden 40 weitere Eier an Kaiser Nikolaus II. geliefert und an Alexandra Fjodorowna und Nikolaus’ Mutter Maria Fjodorowna verschenkt. Die beiden für 1917 bestimmten Eier wurden nicht ausgeliefert. Neben diesen 52 „kaiserlichen“ Fabergé-Eiern wurden mehr als ein Dutzend Schmuckeier für private Kunden hergestellt. Die meisten Fabergé-Eier enthielten eine im Inneren verborgene Überraschung, wie Email-Miniaturen eines Hofmalers oder das Modell eines Schiffs oder einer Kutsche aus kostbaren Materialien.
Verschiedene Forscher schrieben das Erste Hennen-Ei nicht Erik Kollin, sondern seinem Nachfolger Michail Perchin zu. Diese abweichende Zuschreibung basiert auf der Annahme, dass Parchin nicht erst 1885 oder 1886 in die Werkstatt Fabergés kam, sondern bereits 1884.
2018 kamen Gerüchte in Umlauf, ein anderes Ei von 1885 sei in Russland entdeckt worden. Da das Erste Hennen-Ei 1934 anlässlich einer Versteigerung von dem Leiter der Londoner Niederlassung von Fabergé als das erste Fabergé-Ei identifiziert wurde und seine Provenienz seither lückenlos fortgeschrieben wurde, wird die Nachricht von dem neuen Fund bislang zurückgewiesen.

## Beschreibung

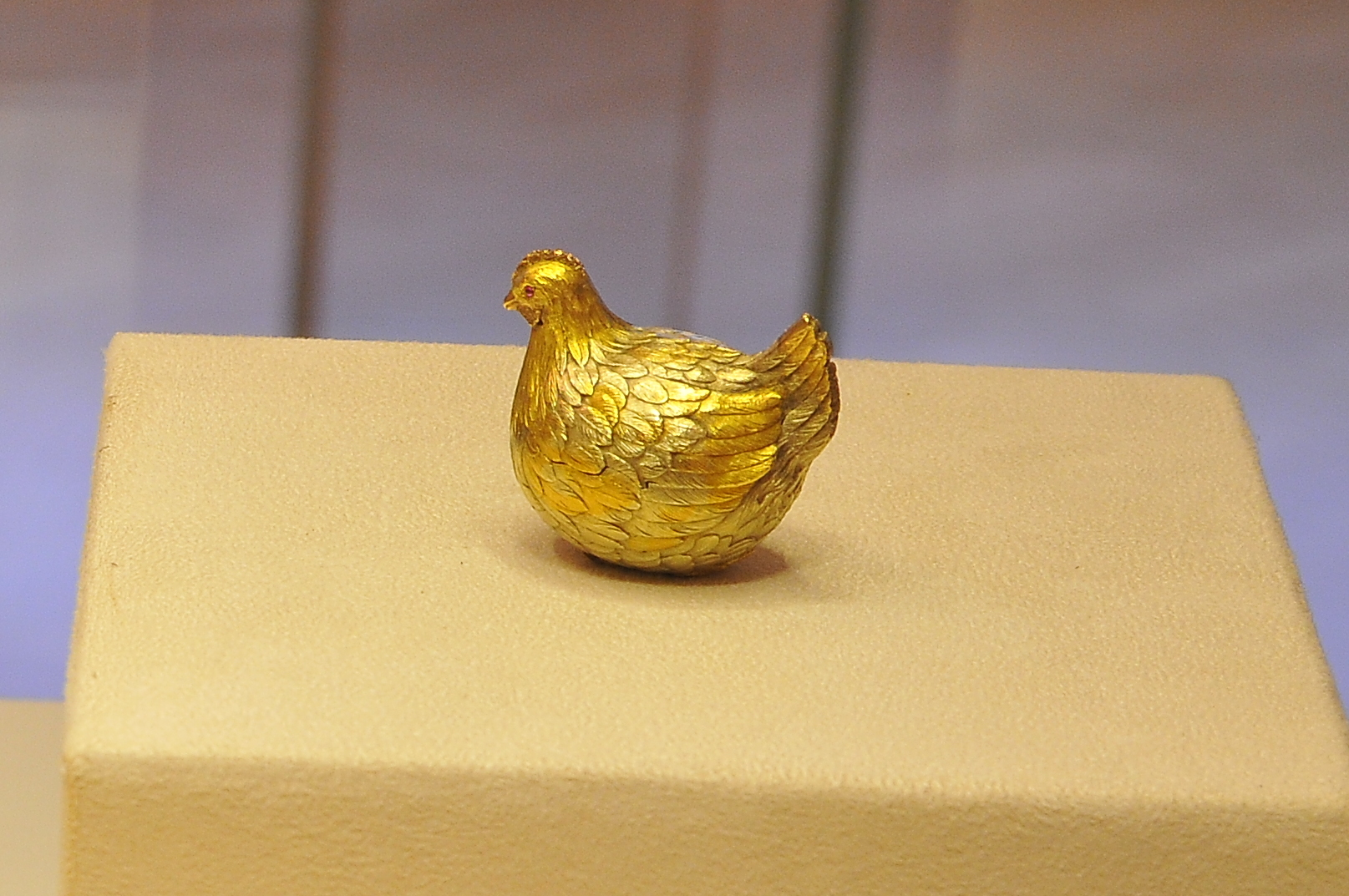
Goldene Henne, die zweite Überraschung des Ersten Hennen-Eis

Das 6,4 Zentimeter hohe Ei besteht aus Gold, das mit opakem weißem Schmuckemail überzogen ist. Zwei Teile des Eis sind durch einen Bajonettverschluss trennbar miteinander verbunden. Im Inneren befindet sich eine mattierte goldene Hohlkugel, die wiederum mit einem dreifachen Bajonettverschluss zu öffnen ist. Das Innere der Kugel weist eine Oberflächenstruktur auf, mit der ein Nest dargestellt werden soll. Darin sitzt eine 3,5 Zentimeter lange Henne aus Weißgold und Gelbgold, mit einem Kamm aus Rotgold und kleinen Rubinen als Augen. Die Henne lässt sich an einem verborgenen Scharnier am Bürzel aufklappen und verbarg früher eine heute verschollene goldene und mit Diamanten und anderen Schmucksteinen besetzte Miniatur der Zarenkrone sowie einen Anhänger mit einem großen Rubin.

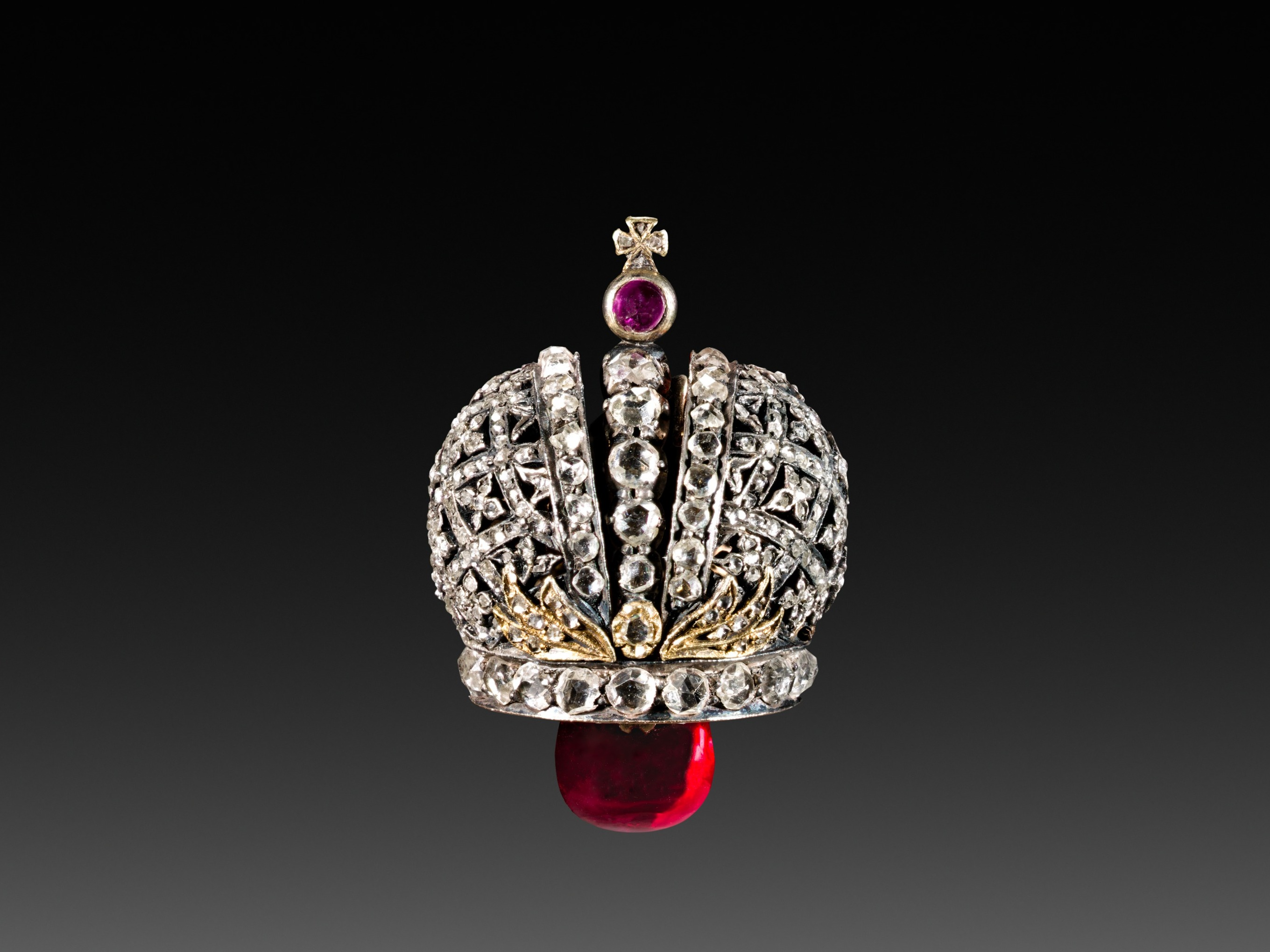
Lapislazuli-Ei, Überraschung mit Rubin-Anhänger

Eine um 1890 von einem Hofbeamten erstellte handgeschriebene Liste nennt für das Erste Hennen-Ei einen Preis von 4151 Rubel und 75 Kopeken, davon allein 2700 Rubel für zwei Rubine. Weder das Ei noch die darin verborgenen Überraschungen weisen Marken oder Punzen auf. Dennoch steht die Herkunft aus dem Haus Fabergé außer Frage. Das gilt auch für das Lapislazuli-Ei, das bislang nicht in die Reihe der „Kaiserlichen“ Fabergé-Eiern eingefügt werden konnte, und dessen ursprünglicher Empfänger unbekannt ist. Es stellt eine Variation des Ersten Hennen-Eis dar. Die Schale ist aus Lapislazuli gefertigt und enthält kein Huhn, aber eine Nachbildung der Zarenkrone und einen Rubin, der in die Krone eingehängt ist und zur Nutzung als Anhänger entfernt werden kann.

## Mögliche Vorlagen
Das Erste Hennen-Ei wurde von Carl Fabergé, dessen Mutter Dänin war, wahrscheinlich nach dem Vorbild des Goldenen Eis mit Henne entworfen. Das Goldene Ei mit Henne wurde um 1720 in Frankreich angefertigt und war ein Geschenk von Charlotte von Orléans an die britische Königin Caroline. Das Ei wurde von Caroline an ihre jüngste Tochter Louise von Großbritannien, Irland und Hannover vererbt und gelangte so an den dänischen Königshof. Wilhelmine von Dänemark vererbte das Ei 1891 an das dänische Königspaar Christian IX. und Louise von Hessen, den Eltern von Maria Fjodorowna. Das Goldene Ei mit Henne ist Teil der Königlichen Sammlung auf Schloss Amalienborg und wird dort in der Fabergé-Kammer ausgestellt. Das dänische Schmuckei besteht aus einer äußeren Schale aus Elfenbein, in dem sich ein Ei mit goldener Schale verbirgt. Darin befinden sich eine Vertiefung zur Aufnahme eines Parfümflakons und ein aufklappbarer weißer Deckel mit der Nachbildung eines Dotters. Unter der Klappe ist eine wiederum aus Goldblech geformte Henne. In der aufklappbaren Henne ist das goldene und mit Diamanten besetzte Modell einer Königskrone verborgen, deren Bügel sich als diamantenbesetzter Goldring abnehmen lässt.
Zwei weitere Schmuckeier dieser Art befinden sich in der Kunstkammer Wien und im Grünen Gewölbe in Dresden. Beide zeichnen sich durch ein goldenes Äußeres aus und sind nicht wie das Fabergé-Ei und seine dänische Vorlage mit einer weißen äußeren Schale versehen. Beide Eier haben im Inneren einen aufklappbaren Deckel mit nachgebildetem Dotter und darunter eine goldene Henne mit einer kleinen Krone und einem Diamantring. Das Dresdner Ei stammt aus dem Besitz von August dem Starken. Es wurde in der Familie bis zu Friedrich August III. vererbt, dem letzten König von Sachsen. 1921 befand es sich im Grünen Gewölbe, wurde aber 1924 restituiert und im Schloss Moritzburg aufbewahrt. Beim Einmarsch der Roten Armee im Jahr 1945 wurde es von der Familie gerettet. Das Dresdner Schmuckei wurde im November 1988 von dem Genfer Auktionshaus von Géza Habsburg-Lothringen (einem Enkel Friedrich August III.) und David Feldman an einen unbekannten Käufer versteigert. Im Jahre 2021 erwarb das Grüne Gewölbe in Dresden das Ei aus Privatbesitz zurück. Das Wiener Schmuckei stammt aus dem Besitz der Familie Habsburg.
Aufgrund der zahlreichen Verbindungen Fabergés und des russischen Zarenhofs zur dänischen Krone und der von Fabergé in Dresden verbrachten Jugendjahre ist unklar, wie es zur Nachbildung der dänischen oder einer der beiden anderen Vorlagen kam. Ein Kontakt Fabergés zum Zarenhof bestand seit 1882, als er auf der Allrussischen Industrie- und Handwerksausstellung in Moskau eine Goldmedaille erhielt. Die Zarin kaufte bei dieser Ausstellung ein Paar Manschettenknöpfe. Großfürst Wladimir Alexandrowitsch Romanow, ein jüngerer Bruder Alexander III., war Fabergés Kontakt am Zarenhof. Wünsche des Zaren, wie das Ersetzen des von Fabergé zunächst vorgesehenen Diamantrings als letzte Überraschung durch einen Rubinanhänger, wurden Fabergé durch Wladimir übermittelt. Die diesbezüglich zwischen Alexander und Wladimir geführte Korrespondenz ist erhalten, und nach der Fertigstellung des Hennen-Eis schrieb Wladimir dem Kaiser einen Brief mit Erläuterungen zur Funktion des komplexen Geschenks.

## Provenienz
Das Erste Hennen-Ei wurde von Kaiser Alexander III. seiner Ehefrau, der Zarin Maria Fjodorowna, als Geschenk zum Osterfest 1885 überreicht. Nach der Abdankung des Kaisers Nikolaus II. wurden Mitte September 1917 etwa 40 Fabergé-Eier im Auftrag der Regierung Kerenski aus Sicherheitsgründen in die Rüstkammer des Moskauer Kremls gebracht, darunter auch das Erste Hennen-Ei. Die Zarenfamilie wurde 1918 ermordet. Die Fabergé-Eier wurden wahrscheinlich im Februar oder März 1922 dem Rat der Volkskommissare der RSFSR übergeben. In den 1920er Jahren erfolgte der Verkauf in Paris oder Berlin, wahrscheinlich durch die Antikwariat, die für die Verwertung von Kulturgut zuständige Abteilung des sowjetischen Handelsministeriums, an einen Derek oder Frederick Berry aus London. 1934 wurde das Erste Hennen-Ei von dem Londoner Auktionshaus Christie’s für 85 britische Pfund an Alfred Suenson-Taylor verkauft. 1976, nach dem Tod des 1953 zum 1. Baron Grantchester erhobenen Suenson-Taylor, wurde das Erste Hennen-Ei an den in New York ansässigen und auf russische Objekte spezialisierten Juwelier A La Vieille Russie veräußert.
Im Januar 1978 wurden das Erste Hennen-Ei und das Auferstehungs-Ei (Überraschung des Renaissance-Eis) für 126.250 US-Dollar an Malcolm Forbes, den Verleger des Forbes Magazine, verkauft. Dessen Erbe Steve Forbes verkaufte die damals größte private Fabergé-Sammlung mit allein neun „kaiserlichen“ Eiern im Februar 2004 für mehr als 100 Millionen US-Dollar an den Russen Wiktor Felixowitsch Wekselberg. Wekselberg verfolgt mit seiner 2000 gegründeten The Link of Times Cultural and Historical Foundation das Ziel, in das Ausland verbrachtes russisches Kulturgut zu sichern und nach Russland zurückzuführen. Das Erste Hennen-Ei befindet sich in der Ausstellung des im November 2013 eröffneten Fabergé-Museums in Sankt Petersburg.

## Ausstellungen
Es gibt keine Belege für die Präsentation des Ersten Hennen-Eis auf einer der frühen Ausstellungen der Werke Fabergés, bei der Weltausstellung Paris 1900 und der Wohltätigkeitsausstellung im März 1902 im Petersburger Palais Derwis unter der Schirmherrschaft von Alexandra Fjodorowna. Erst nach dem Verkauf der Forbes-Sammlung wurde auch das Erste Hennen-Ei wiederholt auf Ausstellungen gezeigt. Vom Oktober 2005 bis Februar 2006 wurden alle Forbes-Eier in Brüssel gezeigt. Die Ausstellung „Fabergé in Zürich – Schätze der russischen Zarenzeit“ zeigte im Juni und Juli 2006 die Fabergé-Eier und anschließend bis September andere Arbeiten Fabergés. Von Juli bis September 2009 folgte mit der Ausstellung „Moscow. Splendors of the Romanovs“ im Grimaldi Forum eine weitere Präsentation. Von April bis Juni 2011 fand im Raffael-Saal der Vatikanischen Pinakothek die Ausstellung „Fabergé. Sacred Images“ statt.